# Поляков, Игорь (преступник)
И́горь Поляко́в (1955, Москва, РСФСР, СССР — 1990-е, там же) — советский убийца и грабитель. Был приговорен к расстрелу и расстрелян в 1990-х годах в другой стране — России.

## Биография

### Детство и юность
Игорь Поляков родился в 1955 году в Москве. Работал врачом и был кандидатом медицинских наук. Про детство и юность Игоря Полякова нет никакой информации.

## В массовой культуре
- Документальный фильм «Кукловод» из цикла «Следствие вели» (2008)